# Jacob Masen
Jacob Masen S.J. (lateinisch Masenius, Pseudonym: Ioannes Semanus; * 23. März 1606 in Dahlen; † 27. September 1681 in Köln) war ein einflussreicher jesuitischer Poetiker, Theologe und Historiker.

## Leben
Masen besuchte das Kölner jesuitische lateinisch Tricoronatum (Dreikönigsgymnasium) und trat anschließend 1629 in Trier selbst dem Orden bei. Zunächst unterrichtete er Rhetorik und Poetik, und nach der Weihe 1648 wirkte er als Priester und Schriftsteller in Köln, Paderborn und Trier.  Seinen historischen Interessen verdanken wir zwei wichtige Schriften zur Geschichte Triers. Er bemühte sich auch um die Wiedervereinigung der christlichen Kirchen und referierte zu diesem Thema vor dem Frankfurter Reichstag 1658. Seine Rede wurde 1661 in lateinischer Sprache gedruckt (»Meditata concordia«) und bald übersetzt (Johann Caspar Jäger, »Wohlbedachte Vereinigung der Protestirenden mit den Catholischen«, Aschaffenburg 1662). Seine Verbundenheit zu seiner Heimatstadt Dahlen dokumentiert seine Ode über die verheerende Feuersbrunst in Dahlen vom 5. Juni 1647, die er für seinen Jugendfreund Peter Syben verfasste und in der er Dahlens Niedergang infolge des Dreißigjährigen Krieges und eben jenes Brandes beklagt. Weit über die regionalen Grenzen hinaus bekannt wurde Masen durch seine Arbeiten zur Geschichte des Erzbistums Trier (1652), des Bistums Paderborn (1677), seine Beauftragung zur Anfertigung eines Gutachtens über die Möglichkeiten einer Wiedervereinigung von Katholiken und Protestanten (1658) sowie seine Biographien der Kaiser Karl V. und Ferdinand I. Im Alter von 75 Jahren verstarb Jacob Masen am 27. September 1681 in Köln an Dysenterie.

## Werke
Es sind jedoch in erster Linie seine dichtungstheoretischen Schriften, die seine wissenschaftliche Bedeutung ausmachen. So wird sein Speculum imaginum veritatis occultae noch heute als Index zur Erschließung barocker Bildsprache und Emblematik verwandt; die in den dreibändigen Palaestra eloquentiae ligatae entworfene Poetik adaptiert u. a. Aristoteles’ Tragödientheorie für die Anforderungen des Jesuitendramas. Dabei verweist Masen auch immer wieder auf seine eigenen Dramen, die er offensichtlich als beispielhaft einschätzt – die Palaestra verfügen jedoch auch, im Gegensatz zu vielen anderen Poetiken der Zeit, über einen ausführlichen Anhang mit Beispielen aus antiken und zeitgenössischen Dramen. 1654 erschien ebenfalls als Teil seiner Palaestra eloqentiae ein Epos Sarcotis, das den Fall des Menschengeschlechtes schildert: eine Thematik, die John Milton in seinem Paradise Lost (1667) ebenfalls aufnahm und so für die Literarkritik des 19. Jahrhunderts die Frage aufwarf, ob dieses Hauptwerk der englischen Literatur etwa ein Plagiat des Epos von Masen sei.
- Ars nova argutiarum.  Köln 1649
- Palaestra eloquentiae ligatae. 3 Bände. Köln 1654
- Palaestra oratoria.  Köln 1659
- Speculum imaginum veritatis occultae. Köln 1681, dritte Auflage.